# Королянчук Валерій Степанович
Валерій Степанович Королянчук (нар. 15 жовтня 1965, Товтри, Заставнівський район, Чернівецька область, УРСР) — радянський та український футболіст та спортивний функціонер, нападник та півзахисник.

## Кар'єра
Розпочав грати на дорослому рівні в командах Чернівецької області в змаганнях колективів фізкультури. У 1983 році був запрошений до складу провідної команди області, «Буковини», і провів у її складі два матчі у другій лізі. У 1984-1985 роках проходив військову службу в Південній групі військ. Після повернення зі служби протягом п'яти сезонів грав у другій лізі за «Буковину», в 1988 році став переможцем зонального турніру, а в 1989 році — найкращим бомбардиром свого клубу з 18 голами.
Влітку 1990 року перейшов в одеський «Чорноморець». Дебютний матч у вищій лізі зіграв 31 липня 1990 року проти московського «Спартака», замінивши на 60-й хвилині Юрія Никифорова. Всього за «моряків» зіграв 7 матчів в чемпіонаті країни, дві гри в Кубку СРСР і три матчі в Кубку УЄФА, у всіх матчах (окрім одного кубкового) виходив на заміну або був замінений, і голами не відзначався. В останньому сезоні чемпіонату СРСР знову грав за «Буковину» в першій лізі чемпіонату СРСР.
З 1991 року протягом десяти років грав в Ізраїлі, в основному за клуби першого дивізіону. У вищому дивізіоні виступав у сезонах 1995/96 років за «Хапоель» (Кфар-Саба), 1996/97 — за «Хапоель» (Тайбі), 1998/99 — за «Хапоель» (Бейт-Шеан) та 1999/00 — за ФК «Ашдод», всього зіграв 30 матчів і забив три м'ячі. У першому й другому дивізіонах забив понад 90 м'ячів, неодноразово ставав призером та найкращим бомбардиром (1997/98, 25 голів) Ліги Леуміт.
Після повернення в Україну став працювати віце-президентом «Буковини», але по ходу сезону 2002/03 років повернувся на поле і провів ще 28 матчів у другій лізі України. За всю кар'єру зіграв у складі чернівецького клубу 216 матчів, в яких забив 45 м'ячів.
Після закінчення кар'єри гравця до 2012 року працював віце-президентом «Буковини», потім — директором клубного стадіону. Входив до виконкому обласної федерації футболу. На початку лютого 2019 року був обраний генеральним директором рідного клубу: «Буковина».

## Досягнення
- Друга ліга чемпіонату СРСР
  -  Чемпіон (1): 1990

- Чемпіонат УРСР
  -  Чемпіон (1): 1988
  -  Срібний призер (1): 1989

- Ліга Леуміт
  -  Срібний призер (1): 1994/95
  -  Бронзовий призер (2): 1992/93, 1997/98

## Сім'я
Син Андрій (нар. 1991 року) теж займається футболом, на даний момент зіграв понад 40 матчів за «Буковину» в першій і другій лігах. Також є хрещеним батьком Дениса Олійника.